# Last Call at Nightowls
Last Call at Nightowls ist eine 2019 gegründete Dark-Jazz-Band.

## Geschichte
Last Call at Nightowls ist als internationale musikalische Kollaboration, zwischen dem italienischen Neofolk-, Post-Industrial- und Dark-Jazz-Musiker Adriano Vincenti von Detour Doom Project, Macelleria Mobile di Mezzanotte, L’Amara und Senketsu No Night Club, dem australischen Multiinstrumentalisten Terry Vainoras von Subterranean Disposition, dem italienischen Bassisten und Tontechniker Giovanni Leonardi von L’Amara und Senketsu No Night Club und die mexikanische Saxophonistin Maria Ruvalcaba Uribe vom Detour Doom Project. Im digitalen Austausch und mittels Improvisation arrangierten die Musiker ihr Debütalbum Ask the Dust, das im Jahr 2020 über Subsound Records erschien. Noch im gleichen Jahr wurde über das von Vincenti betriebene Label Signora Ward Records die Extended Play Solitude veröffentlicht. Die Beurteilung des Albums fiel durchschnittlich bis positiv aus. Sie erweise sich als „in Teilen stimmungsvoll, manchmal aber auch redundant“.

„Vor zehn bis 15 Jahren empfand man solche Klänge noch als spannender, mittlerweile sind verhältnismäßig viele (Möchtegern-)Künstler auf den Zug gesprungen, gleichwohl dieses Kollektiv zu den eher inspirierten Vertretern gehört.“

## Stil
Als „wahrer Glücksgriff für alle Fans von Bohren & Der Club of Gore, The Mount Fuji Doomjazz Corporation, The Kilimanjaro Darkjazz Ensemble und dergleichen“ wird Last Call at Nightowls dem Dark Jazz zugerechnet. Mit „finsteres Film-Noir-Flair“ eigne sich die Musik „generell als Soundtrack für abseitige Kinoproduktionen“. Zentral arrangiere die Gruppe das Spiel der beiden Tenorsaxophone in einer Atmosphäre die „von dunkel und melancholisch […] bis zart romantisch“ variiert wird. Gesang wird kaum eingesetzt, derweil Last Call at Nightowls keinen Mangel hierüber aufweise, da eine „Vielzahl seltsamer Synthesizer und Samples“ hier den Gesang mit Knurren, Rauschen und Naturklängen ausgleiche.

## Diskografie
- 2020: Ask The Dust (Album, Subsound Records/Signora Ward Records)
- 2020: Solitude (EP, Signora Ward Records)